# Jean-François Ntoutoume Emane
Jean-François Ntoutoume Emane (* 6. Oktober 1939) war von 1999 bis 2006 Premierminister der Republik Gabun.

## Frühe Jahre
Emane gehört zum Volk der Fang und stammt aus der Provinz Estuaire im Nordwesten des seinerzeit zu Frankreich gehörenden Gabun. Er studierte in Paris politische Wissenschaften und promovierte. In Gabun war er in der Finanzverwaltung tätig.

## Politische Laufbahn
Er gehört seit 1977 in verschiedenen Funktionen der Regierung des seit 1967 regierenden Präsidenten Omar Bongo an. Zunächst war er bis 1984 für die zivile Luftfahrt zuständig, dann bis 1987 für den Handel. Daneben war er von 1976 bis 1990 auch dessen persönlicher Berater, vor allem in Wirtschafts- und Finanzfragen. Im September 1994 konnte er als Delegationsleiter der Regierungsseite in Paris mit der 
Opposition ein Übereinkommen über eine Regierung unter Beteiligung aller Kräfte erzielen. 1998 organisierte er Bongos Wahlkampf, der Präsident wurde mit 66,6 % bestätigt, wobei es seitens der Opposition Manipulationsvorwürfe gab.

## Premierminister
Erstmals wurde er am 23. Januar 1999 zum Premierminister ernannt. Am 26. Januar 2002 wurde Emane von Präsident Bongo erneut mit der Regierungsbildung beauftragt. Der neuen Regierung gehörten auch vier Vertreter der Opposition an, darunter der langjährige Widersacher Bongos, Paul Mba Abessole als Minister für Menschenrechte.
Emane gilt seit Jahrzehnten als zuverlässiger Gefolgsmann Bongos, zuletzt wurde er im September 2004 in seinem Amt bestätigt. Er gehört der regierenden Partei Parti Démocratique Gabonais (PDG) an.
Am 20. Januar 2006 wurde er von Jean Eyeghe Ndong als Premierminister abgelöst.

## Familie
Emane ist mit einer Kamerunerin verheiratet und hat sieben Kinder.